# Leonard Bloomfield
Leonard Bloomfield (ur. 1 kwietnia 1887 w Chicago, zm. 18 kwietnia 1949 w New Haven) – amerykański językoznawca. W swoim najważniejszym podręczniku – Język – wydanym w 1933 roku, przedstawił wyczerpujący opis amerykańskiego językoznawstwa strukturalnego. Miał znaczący wkład w indoeuropejskie językoznawstwo historyczne, opis języków austronezyjskich oraz języków rodziny Algonquian.
Podejście Bloomfielda do językoznawstwa charakteryzowało się naciskiem na naukowe podstawy językoznawstwa, przestrzeganie zasad behawioryzmu zwłaszcza w jego późniejszych pracach oraz nacisk na formalne procedury analizy danych językowych. Wpływ bloomfieldowskiego językoznawstwa strukturalnego został przedstawiony w latach 50. i 60. jako teoria gramatyki generatywnej opracowana przez Noama Chomsky'ego.
Jego działalność wywarła bardzo duży wpływ na rozwój amerykańskiego strukturalizmu językowego w okresie od lat 30. do 50. XX wieku. Był uważany za twórcę amerykańskiej szkoły strukturalistycznej.
Jego ciotką była pianistka Fannie Bloomfield-Zeisler, wujem zaś językoznawca i indolog Maurice Bloomfield.